# 一起同过窗
《一起同过窗》（英語：Stand By Me），2016-17年中国偶像剧，共2季，由武雨泽、徐晓璐、庞瀚辰、李若嘉领衔主演，腾讯视频于2016年7月15日首播第一季，优酷视频于2017年11月30日首播第二季。2018年2月19日该剧第一季登陆湖南卫视，为首次上星播映，但重要剧情有所删减，最终播出24集。
第三季于2022年7月8日在腾讯视频上线。第三季番外篇于2022年8月12日在腾讯视频上线。

## 播出时间
| 频道     | 所在地   | 播映日期                   | 播出时间                                      | 备注         |
| -------- | -------- | -------------------------- | --------------------------------------------- | ------------ |
| 腾讯视频 | 中国大陆 | 2016年7月15日              | 周一至周五12:00更新一集（VIP会员提前看下周）  | 第一季       |
| 优酷视频 | 中国大陆 | 2017年11月30日             | 周四、五20:00更新两集（VIP会员提前看下周）    | 第二季       |
| 湖南卫视 | 中国大陆 | 2018年2月19日-2018年3月3日 | 每天16:00-18:00两集连播 （2月23日起三集连播） | 第一季       |
| 腾讯视频 | 中国大陆 | 2022年7月8日               |                                               | 第三季       |
| 腾讯视频 | 中国大陆 | 2022年8月12日              |                                               | 第三季番外篇 |

## 演员列表

### 主要演员
| 演員                                              | 角色   | 介紹 |
| 武雨泽（第一、二季） 许慧强（第三季、第三季番外） | 路桥川 | 南方传媒大学电视摄影班 路桥川，桥梁的桥，山川的川，秋水共长天一色，段子与颜值齐飞，个性温和不喜冒险，理想是化作一滩泥静静的堆在墙角，却在命运洪流的裹挟下一次次做出头鸟，曾三次向林洛雪表白，但都被拒绝。后期曾自大、自满，对钟白的态度很糟糕，但终回醒。 |
| 徐晓璐                                            | 钟白   | 南方传媒大学电视摄影班 不锈钢的嘴，棉花糖的心，拳头永远有力，女人味常年不在线，认定的事情就必须做到，一直喜欢路桥川，为路桥川尽心尽力。 |
| 庞瀚辰                                            | 肖海洋 | 南方传媒大学电视摄影班 连续留级两年，执着于32个学分，恣意潇洒鄙视中庸主义，遇事没有对与错，只有后不后悔。因为钟白的性格很像其前女友，因此喜欢钟白。 |
| 李若嘉                                            | 林洛雪 | 南方传媒大学电视摄影班 校园女神，靓丽自信又洒脱，是一个擅长处理感情问题的女生，对朋友极度珍惜、充满义气，面对喜欢的人却深感无助。 |

### 其他演员
| 演員                                          | 角色   | 介紹 |
| 于翔                                          | 任逸帆 | 南方传媒大学西班牙语班 任逸帆，飘逸的逸、帆船的帆，情场小王子，花的只是外表，内心很纯很真，曾经盘踞于西班牙语班男神的神坛上，将钟白看作家人。                    |
| 丁翔南                                        | 李殊词 | 南方传媒大学电视摄影班 清新萌妹子，外表一副傻白甜的软萌妹子样儿，内心却似已冰封，喜欢肖海洋。                                                                    |
| 应岱臻                                        | 毕十三 | 南方传媒大学电视摄影班 体弱多病严重贫血的散步社一哥，也是数码技术控未来的中关村扛把子，钟爱哈兰·科本，还能把《狼来了》讲出无数个版本。喜欢顾一心，多次向她表白。 |
| 李川                                          | 余皓   | 南方传媒大学电视摄影班 顶着花轮头的余皓，是《失恋33天》王小贱+《爱情公寓》曾小贤+《丑女无敌》家明+《康熙来了》小S的集合体，与肖海洋、路桥川、毕十三是舍友。      |
| 桑砚                                          | 顾一心 | 南方传媒大学电视摄影班 钟白的舍友，在她的世界中，只有原则和钱，商人的信誉大于天。                                                                                |
| 刘轩                                          | 叶吉平 | 南方传媒大学电视摄影班班主任 話多。 |
| 慈婉彤                                        | 许连翘 | 南方传媒大学电视摄影班 |
| 刘苏文                                        | 丰翠翠 | |
| 陈汛（第一季） 韩旭（第二、三季、第三季番外） | 潘震   | 南方传媒大学电视编导班 |
| 李栋                                          | 姜云明 | |
| 顾睿涛                                        | 黄雁武 | |
| 安洁                                          | 安洁   | |
| 付枚                                          | 赵西晰 | |
| 金丽婷                                        | 唐木恩 | |

## 电视剧歌曲
| 曲序 | 曲目                            |                | 作曲   | 演唱   |
| ---- | ------------------------------- | -------------- | ------ | ------ |
| 1.   | 《我并不想说》（主题曲/片头曲） | 毕鑫业         | 吕孝廷 | 吕孝廷 |
| 2.   | 《写给我们的一封信》（片尾曲）  | 毕磊           | 王梓桐 | 于翔   |
| 3.   | 《远方》（插曲）                | 颜小健         | 颜小健 | 余枫   |
| 4.   | 《在路上》（插曲）              | 王梓桐         | 廖羽   | 和汇慧 |
| 5.   | 《很久以前》（插曲）            | 王梓桐、和汇慧 | 和汇慧 | 王嘉烁 |